# Varadis-Palast
Der Varadis-Palast (Thai: วังวรดิศ, Aussprache: [wang woradit] – Woradit-Palast) ist ein königlicher Palast in Bangkok, Thailand. Er war die Residenz von Prinz Damrong Rajanubhab von 1911 bis zur Revolution von 1932.

## Lage
Der Varadis-Palast liegt an der heute stark befahrenen Thanon Lan Luang (Lan-Luang-Straße, Thai: ถนนหลานหลวง) im Bangkoker Distrikt (Khet) Pom Prap Sattru Phai.

## Geschichte
Prinz Damrong bewohnte zuerst einen Palast, der für ihn an der Stelle gebaut wurde, an der die Thanon Charoen Krung (Charoen-Krung-Straße) über den Ong-Ang-Kanal (Khlong Ong Ang) führt. Die Brücke über den Kanal trägt noch heute seinen Namen: „Saphan Damrong Sathit“ (Thai: สะพานดำรงสถิตย์). Als der Verkehr auf der Thanon Charoen Krung immer stärker wurde, wurde in der Regierungszeit von König Chulalongkorn (Rama V.) die Brücke durch eine modernere, breitere Konstruktion ersetzt. Da auch die Thanon Charoen Krung verbreitert werden musste, wurde ein Stadttor mit Name „Sam Yot“ (Drei Spitzen), ein Teil der Stadtmauer und sogar ein Teil des Palastes von Prinz Damrong Rajanubhab abgerissen.
Daraufhin ließ Prinz Damrong einen neuen Palast auf einem 40 Rai (etwa 6,4 Hektar) großen Grundstück am damaligen nordwestlichen Stadtrand erbauen, welches seiner Mutter gehörte. Königin Saowabha und König Vajiravudh (Rama VI.) spendeten Geld, andere Mitglieder der königlichen Familie Baumaterialien für den Bau der neuen Residenz. Einige adelige Familien spendeten später Einrichtungsgegenstände. Der Entwurf des Palastes stammte von dem deutschen Architekten Karl Döhring. Im Jahr 1910 war die Grundsteinlegung, 1911 war der Palast bezugsfertig.
Prinz Damrong bewohnte den Varadis-Palast bis zum Putsch von 1932. Obwohl er nicht mehr direkt in die Politik involviert war, wurde er sämtlicher Ämter enthoben. Ende 1932 zog er sich in eine Villa bei Hua Hin zurück, ein Jahr später zog er nach Penang, wo er mehrere Jahre lebte. Erst als sich die Situation in Bangkok entspannt hatte, kehrte er in den Varadis-Palast zurück. Dort starb Prinz Damrong am 1. Dezember 1943 im Alter von 81 Jahren.
Im Jahr 1996 wurde der Palast renoviert und als ein Museum mit Bibliothek für die Allgemeinheit eröffnet.

## Gestaltung des Palast-Geländes
- Direkt am Eingang befindet sich die Bibliothek, die eine Sammlung von mehr als 7000 thailändischen und englischen Titeln der Geschichte zur Verfügung hält.
- Am anderen Ende eines kleinen tropischen Gartens befindet sich das „Prince Damrong Rajanupab Museum“, das eigentliche Palast-Gebäude. Der Enkel von Prinz Damrong, M.R. Sangkadis Diskul, unterstützt von seinem Sohn M.L. Panadda wollten das Erbe des Hauses erhalten und richteten in der Prinzen-Residenz ein Museum ein. Die Einrichtung der Räume sollte im ursprünglichen Zustand erhalten bleiben.[2]
  - Im Erdgeschoss befinden sich Räume mit historischer Bedeutung, wie zum Beispiel das Speisezimmer, in dem ausgewählten Studenten, die im Ausland studieren wollten, westliches Benehmen und Tischsitten beigebracht wurden. Hier wurde auch der Prinz am 24. Juni 1932 verhaftet. Die Empfangshalle ist zweigeteilt eingerichtet, die eine Seite chinesisch, die andere westlich. Auf der chinesischen Seite standen mehrere Einrichtungsgegenstände, die mit Perlmutter-Intarsien dekoriert waren. Sie wurden dem Prinzen von König Chulalongkorn geschenkt. Drei Statuen traditioneller chinesischer Gottheiten, die Reichtum, Wohlstand und Langlebigkeit (chinesisch 福 禄 寿, Hokkien Hok Lok Siew) symbolisieren, stehen ebenfalls auf dieser Seite. Auf der westlichen Seite hängen Bilder der vier wichtigsten Religionen, Buddhismus, Christentum, Hinduismus und Islam, von denen der Prinz Damrong glaubte, dass ihre Lehren von jedermann studiert werden sollten.
  - In den oberen Stockwerken befinden sich das Arbeitszimmer des Prinzen, sein Ankleide- und Schlafzimmer sowie ein Ruheraum. Der wichtigste Raum ist jedoch der Gebets-Raum, in dem sich verschiedene Buddha-Statuen, eine historische Handschrift-Ausgabe der Tipiṭaka sowie wertvolle Erinnerungsstücke aller Könige der Chakri-Dynastie befinden. Der Gebets-Raum befindet sich direkt über dem Haupteingang, was Besuchern, die das Haus betraten oder verließen, Glück und Segen bringen sollte.